# Mitja Kunc
Mitja Kunc (Črna na Koroškem, 12 november 1971) is een Sloveens voormalig alpineskiër. Hij nam vier keer deel aan de Olympische Winterspelen. 

## Carrière
Kunc maakte zijn wereldbekerdebuut op 23 januari 1990 tijdens de reuzenslalom in het Zwitserse Veysonnaz. In 1992 maakte Kunc zijn debuut op de Olympische Winterspelen. Hij eindigde 23e op de reuzenslalom en 27e op de Super G. Op de Wereldkampioenschappen alpineskiën 1991 eindigde Kunc zesde op de reuzenslalom. Op de Olympische winterspelen van 1994 Lillehammer
eindigde Kunc vierde op de olympische Slalom, het beste Olympische resultaat uit zijn loopbaan.
Kunc behaalde 1 overwinning in de wereldbeker dankzij winst in de slalom van Yongpyong op 27 februari 2000. Op de Wereldkampioenschappen alpineskiën 2001 behaalde Kunc een bronzen medaille op de slalom.

## Resultaten

### Wereldkampioenschappen
| Jaar | Plaats                 | Resultaten                                                         |
| ---- | ---------------------- | ------------------------------------------------------------------ |
| 1991 | Saalbach-Hinterglemm   | 6e Reuzenslalom                                                    |
| 1993 | Morioka                | 17e Reuzenslalom                                                   |
| 1996 | Sierra Nevada          | 5e Combinatie 14e Reuzenslalom 14e Slalom 36e Super G 43e Afdaling |
| 1999 | Vail-Beaver Creek      | 15e Slalom DNF2 Reuzenslalom                                       |
| 2001 | Sankt Anton am Arlberg | Slalom · 15e Reuzenslalom                                          |
| 2003 | Sankt Moritz           | DNF2 Slalom DNS2 Reuzenslalom                                      |

### Olympische Spelen
| Jaar | Plaats         | Resultaten                                           |
| ---- | -------------- | ---------------------------------------------------- |
| 1992 | Albertville    | 23e Reuzenslalom 27e Super G                         |
| 1994 | Lillehammer    | 4e Slalom 7e Combinatie 14e Reuzenslalom 28e Super G |
| 1998 | Nagano         | 18e Reuzenslalom                                     |
| 2002 | Salt Lake City | 28e Reuzenslalom DNF2 Slalom                         |

### Wereldbeker
Eindklasseringen
| Seizoen   | Algm | SL  | RS  |
| --------- | ---- | --- | --- |
| 1989/1990 | 107e | -   | 41e |
| 1990/1991 | 52e  | -   | 17e |
| 1991/1992 | 99e  | -   | 34e |
| 1992/1993 | 89e  | -   | 22e |
| 1993/1994 | 35e  | 32e | 12e |
| 1994/1995 | 47e  | 28e | 17e |
| 1995/1996 | 49e  | 24e | 21e |
| 1996/1997 | 70e  | 41e | 26e |
| 1997/1998 | 113e | -   | 44e |
| 1998/1999 | 58e  | 37e | 24e |
| 1999/2000 | 19e  | 12e | 8e  |
| 2000/2001 | 26e  | 9e  | 29e |
| 2001/2002 | 25e  | 4e  | -   |
| 2002/2003 | 67e  | 25e | -   |
| 2003/2004 | 99e  | 44e | -   |
| 2004/2005 | 126e | 49e | -   |

Wereldbekerzeges
| Datum            | Plaats    | Onderdeel |
| ---------------- | --------- | --------- |
| 27 februari 2000 | Yongpyong | Slalom    |